# فرودگاه بسالامپی
فرودگاه بسالامپی (به لاتین: Besalampy Airport) یک منطقهٔ مسکونی در ماداگاسکار است که در ملاکی (ماداگاسکار) واقع شده‌است.